# باميلا غوردون
باميلا غوردون (بالإنجليزية: Pamela Gordon)‏ هي ممثلة تعبيرية وممثلة أمريكية، ولدت في 8 أبريل 1937 في بيتسبرغ في الولايات المتحدة، وتوفيت في 21 سبتمبر 2003 في لوس أنجلوس في الولايات المتحدة.

## وصلات خارجية
- باميلا غوردون على موقع IMDb (الإنجليزية)
- باميلا غوردون على موقع ألو سيني (الفرنسية)
- باميلا غوردون على موقع أول موفي (الإنجليزية)
- باميلا غوردون على موقع قاعدة بيانات الأفلام السويدية (السويدية)
- باميلا غوردون على موقع قاعدة بيانات الفيلم (الإنجليزية)
- باميلا غوردون على موقع كينوبويسك (الروسية)